# Districtul Aïn Tallout
Aïn Tallout este un district din provincia Tlemcen, Algeria.